# ピート・バーンズ
ピート・バーンズ（Pete Burns、1959年8月5日 - 2016年10月23日）は、イギリス出身のシンガーソングライター。イギリスのハイエナジーバンド「デッド・オア・アライヴ」のリーダー兼ボーカルを務めていた。

## 人物・来歴
1959年8月5日、イギリスのリヴァプール近郊にあるポート・サンライトでドイツ系ユダヤ人の母とイギリス人の父の間に生まれた。母はナチス政権によって迫害を受けドイツからオーストリアに逃げていた時に、イギリス軍の兵士だった父とウィーンで知り合った。母親は人目をひく魅力のある美女だったが異国の地での生活に馴染めず、アルコール使用障害の精神疾患を患っていった。
ピートには11歳上の兄が一人おり、彼の影響でビートルズ等の1960年代の音楽にとても詳しくなったが、ピートはアメリカの女優や女性歌手に憧れた。生活環境はかなり悪く、父親は勤勉な労働者であったが妻の堕落が受け入れられず半ば家庭を放棄していた。また当時のイギリスではドイツ人やユダヤ人に対する迫害も厳しかった。そんな中、専らピートが母親の世話をして暮らしていた。そのためピートは5歳まで英語よりも母親の母語であるドイツ語を話すことが多く、そのため周囲の子供たちからの格好のいじめのターゲットとなった。
少年期、実際は美少年だったにも関わらずピートは顔に酷くコンプレックスを持っていたという。自分の顔が気に入らず顔に絵の具を塗ったり勝手に化粧するなどしていたという。10代の頃から髪を染め、眉毛を剃って奇抜なファッションに身を包むようになり、学校では浮いた存在になって登校拒否になった。

### 結婚
1973年、14歳で学校を辞めリヴァプールの美容院で働き始める。そこで先輩美容師のリン・コアレットと出会い、彼女のファッションに衝撃を受ける。当初ふたりは友人関係だったが、次第に惹かれ合い交際へ発展。ピートは実家を出て彼女の家族と同居するようになり、1980年に結婚した。

### スターダム
1980年、「デッド・オア・アライヴ」のボーカルとしてデビュー。90年代のユーロビートの先駆け的な音楽と中性的な容姿と相まってたちまち人気を博し、80年代にヒット作を連発し中性的カリスマとしてカルチャー・クラブのボーイ・ジョージと人気を二分した。特に1985年に発売した「You Spin Me Round」が英国チャートで1位を獲得、17カ国で1位を記録する大ヒットとなった。この頃はバンドメンバーのスティーヴ・コイとも同性愛関係にあり、妻のリンとスティーヴと共に3人で暮らしていた。

### 美への強い執着、整形と転落
ピートは経済的に成功を収め欲しい物を全て手に入れたが、幼年期から続く自分の顔へのコンプレックスは抜けなかった。当初は昔から気に入らなかった斜鼻を整形する程度だったが徐々にエスカレートし、儲けた収入のほとんどを整形費用につぎ込むようになった。そして整形医に勧められるまま唇に打ったジェル注射が原因で顔が変形し、死にも等しい苦しみと闘病生活を余儀なくされた。後に彼はこの整形医に対し損害賠償請求を提訴し、和解が成立した。
ピートは治療費を捻出するために、数々の世界的ヒットから得た貯金をすべて使い果たした。3億円の豪邸も売り払い、過去の楽曲の著作権も売り払った。また再生手術を執刀したイタリア人医師から「顔が元に戻ることはない」と告げられ絶望の淵に落ちるが、その執刀医の「あなたにはまだ音楽が残っている」という言葉に励まされ彼は音楽活動を再開した。

### 復活、そして死
ピートの整形手術と破産から立ち直るまでの経緯に関心を持ったテレビ局がリアリティ番組「セレブリティ・ビッグ・ブラザー」への出演の話を持ちかけた。彼はまだ唇に痛みが残り会話もまともにできない状態であったが、「歌を歌わせる」ことと「衣装を自分で選ばせる」ことを条件に出演することを承諾した。彼は出演初日イギリス中のメディアが注目する中、高級リムジンで豪華な衣装を身にまとって会場に登場し、その中性的な容姿に観客は度肝を抜かれた。番組中も共演者に対する毒舌な物言いで視聴者の人気を獲得し、この出演を機に色々なメディアからオファーが相次ぎ、タレントとして芸能界での復活を果たした。
プライベートでは、2003年にロンドンの中心地・ソーホーのレストランでウェイターをしていた10歳年下のマイケル・シンプソンに出会い、交際に発展。一方、2006年に26年間続いたリンと離婚（ただ、その後も互いを「ソウルメイト」と呼び合うほど仲は良かった）した。マイケルとは2007年7月6日にシビル・ユニオンを結ぶ。挙式はロンドン中心部にあるロイヤル・ソサエティ・オブ・アーツで行った。
しかし、その後も腎結石などの健康障害に悩まされたうえ、2014年12月に破産宣告を受けた。そして2015年4月には家賃未払いを理由に住んでいたアパートを追い出されるなど経済的には困窮していた。
2016年10月23日、急性心不全のため死去。57歳没。
なお、葬儀代はボーイ・ジョージが払ったという。